# Timex Group USA
Timex Group USA, Inc. (anteriorment conegut com a Timex Corporation), és una subsidiària de Timex Group B.V. amb seu a Middlebury, Connecticut, EUA. L'empresa és la successora de la Waterbury Clock Company, fundada el 1854 a prop de Waterbury, Connecticut.